# Cmentarz żydowski w Rejowcu
Cmentarz żydowski w Rejowcu – znajduje się przy obecnej ul. Droga Krzywowolska. Data jego powstania pozostaje nieznana. Kirkut ma powierzchnię 1,44 ha. W czasie II wojny światowej został zdewastowany przez Niemców, proces ten był kontynuowany po wojnie. Przez lata teren cmentarza służył jako pole orne. Z inicjatywy Żydów pochodzących z Rejowca wzniesiono pomnik ku czci ofiar Holocaustu (do jego budowy użyto fragmentów zniszczonych macew).